# Maria Iosif Auersperg
Maria Iosif Auersperg (Maria Joseph Graf Auersperg) (n. ? – d. 1806) a fost guvernator al Transilvaniei între anii 1771-1774.